# Osiedle Witosa (Katowice)
Osiedle Witosa (osiedle im. Wincentego Witosa) – osiedle mieszkaniowe oraz dzielnica Katowic, położona w północno-zachodniej części miasta, w zespole dzielnic północnych, pomiędzy Załężem, Załęską Hałdą-Brynowem częścią zachodnią i miastem Chorzów, na terenie historycznej gminy Załęże.
Początki osadnictwa w rejonie dzielnicy wiążą się z powstaniem na jej terenie dwóch kolonii Załęża, wybudowanych w XVIII wieku: Obroków i Załęskiej Hałdy. Samo zaś osiedle mieszkaniowe im. W. Witosa powstało na terenie kolonii fińskich domków w latach 70. i 80. XX w. Obecnie dzielnica ma charakter głównie mieszkaniowo-handlowy. Osiedle Witosa jest bardzo dobrze skomunikowane dzięki autostradzie A4 biegnącej przy osiedlu, a także międzynarodowej linii kolejowej E 30. Dzielnica ma powierzchnię 3,49 km² (2,11% powierzchni miasta) i liczyła w 2007 roku 12 401 mieszkańców (3,9% ludności miasta).

## Geografia

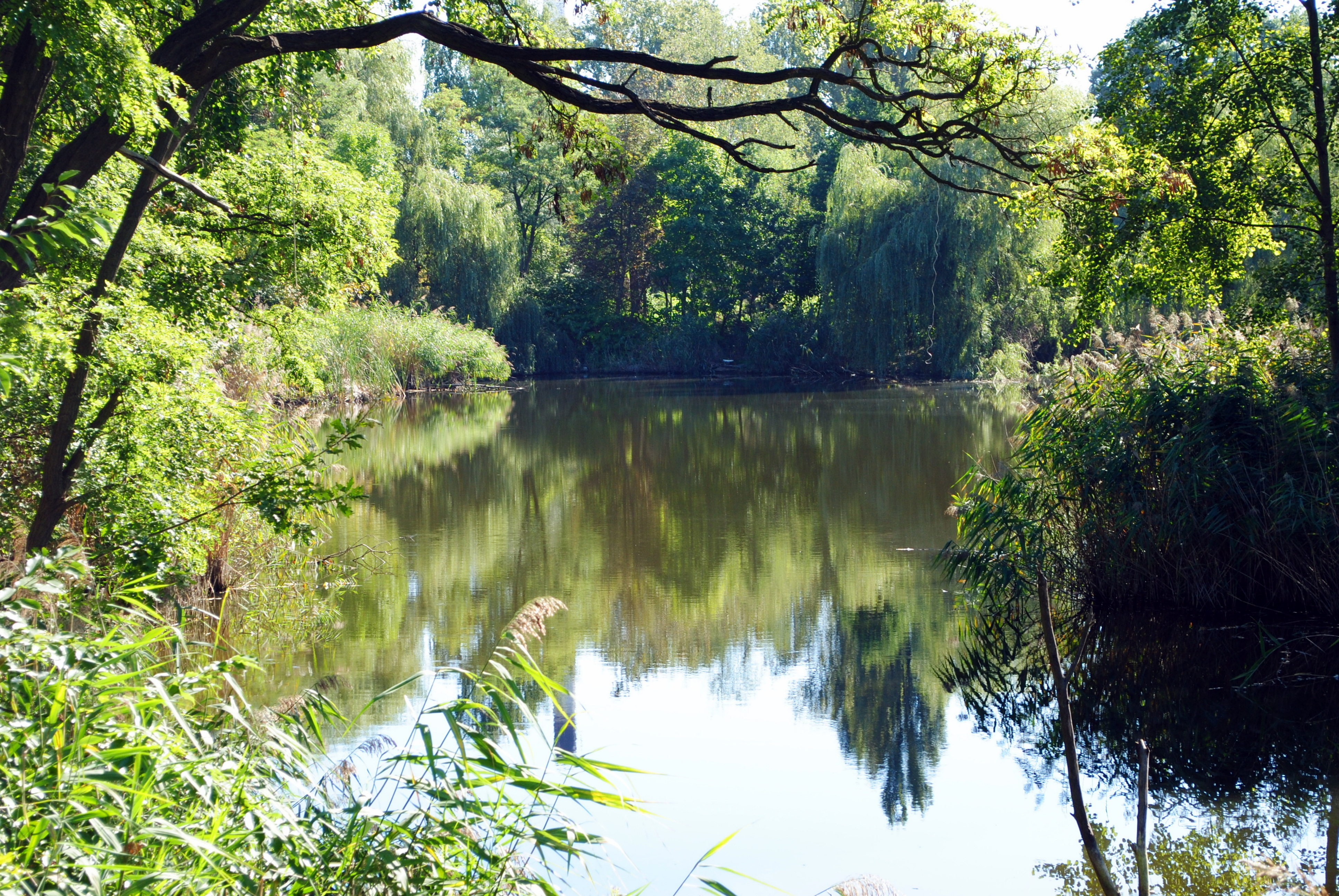
Staw Kozubek w Obrokach

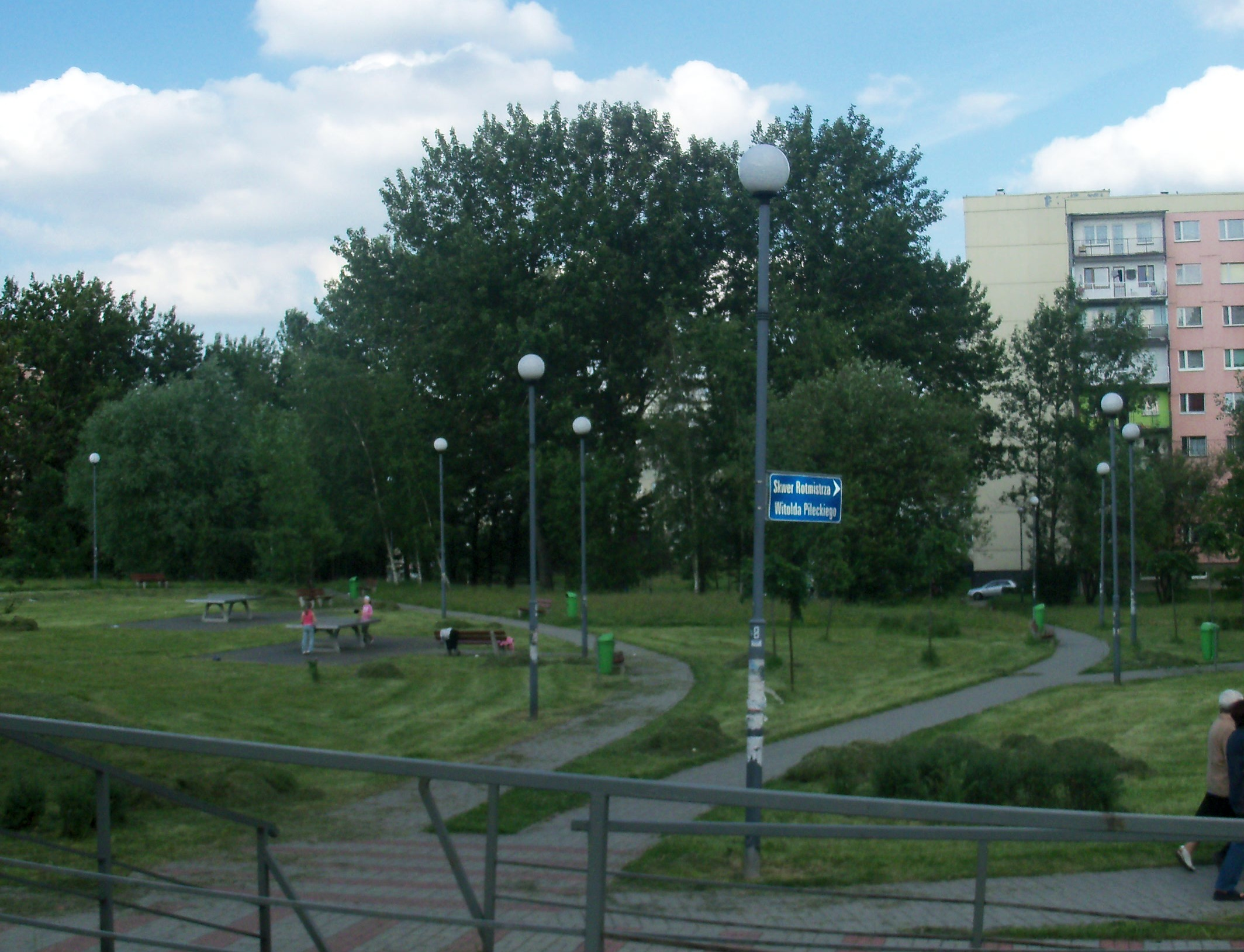
Skwer rtm. Witolda Pileckiego

Osiedle Witosa jest jedną z dzielnic Katowic (nr 8), znajdującą się w grupie dzielnic północnych. Graniczy ona od północy i wschodu z Załężem, od południa z Załęską Hałdą-Brynowem częścią zachodnią, a od zachodu z miastem Chorzowem (z dzielnicą Chorzów-Batory). Granice dzielnicy stanowią: od północy – linia kolejowa nr 137, od wschodu – ulica F. Bocheńskiego, od południa – ulica Kochłowicka (autostrada A4), natomiast od zachodu – granica miasta z Chorzowem.
Według podziału fizycznogeograficznego Jerzego Kondrackiego Osiedle Witosa znajduje się w mezoregionie Wyżyna Katowicka (341.13), będącym częścią krainy geograficznej Wyżyna Śląska, która stanowi fragment Wyżyny Śląsko-Krakowskiej. Pod względem geologicznym dzielnica zlokalizowana jest w niecce górnośląskiej, która jest wypełniona osadami pochodzącymi z karbonu. Są to w dużej mierze łupki, piaskowce i zlepieńce zawierające pokłady węgla kamiennego. Strop karbonu kształtuje się na poziomie 220–240 m n.p.m. Pod utworami karbońskimi znajdują się osady z okresu dewonu, głównie margle, zlepieńce i dolomity. Nad tymi utworami znajdują się utwory czwartorzędowe, głównie pochodzenia polodowcowego: w północnej części dzielnicy występują gliny zwałowe, ich zwietrzeliny oraz piaski i żwiry lodowcowe, natomiast w południowej piaskowce, zlepieńce, mułowce, iłowce i węgiel kamienny. Gleby na terenie Osiedla Witosa uległy silnej antropopresji wskutek rozwoju osadnictwa i działalności przemysłowej, przez co znaczny jest tu udział gleb inicjalnych. Występują tu głównie gleby antropogeniczne, wytworzone z glin zwałowych.
Północna część dzielnicy Osiedle Witosa, wzdłuż ulicy Obroki, położona jest w Obniżeniu Rawy, które ciągnie się wzdłuż doliny Rawy. Jest ono głęboko wcięte (ponad 100 m) w utwory karbońskie. W południowej części dzielnicy znajdują się Wzgórza Kochłowickie, charakteryzujące się spłaszczonymi wzgórzami i rozciętymi lokalnie głębokimi dolinami. Powierzchnia Osiedla Witosa obniża się w kierunku północno-wschodnim, w kierunku Rawy, wraz z jej biegiem. Najniżej położony punkt w dzielnicy to skrzyżowanie ul. F. Bocheńskiego i J. Pukowca (268 m n.p.m.), a najwyższy to ul. Kochłowicka (autostrada A4) na wysokości zjazdu do osiedla w pobliżu węzła Chorzów Batory (309 m n.p.m.), skąd teren wznosi się w stronę szczytu Cisowej Góry w Załęskiej Hałdzie. Osiedle na wysokości ul. M. Rataja jest położone na wysokości 278 m n.p.m., natomiast przy wejściu do zlikwidowanej kopalni „Kleofas” (ul. Obroki) wysokość wynosi 277 m n.p.m.
Klimat Osiedla Witosa w niewielkim stopniu różni się od warunków klimatycznych panujących w całych Katowicach. Jest on modyfikowany zarówno przez czynniki klimatotwórcze, jak i lokalne, a także przez działalność człowieka. Średnia roczna temperatura w wieloleciu 1961–2005 wynosiła +8,1 °C. Najcieplejszym miesiącem jest lipiec (+17,8 °C), a najchłodniejszym styczeń (–2,2 °C). Średnia roczna suma opadów w skali roku w wieloleciu 1951–2005 wynosiła 713,8 mm. Średni czas zalegania pokrywy śnieżnej wynosi 60–70 dni, a okres wegetacyjny trwa średnio 200–220 dni. Charakterystyczne są tu wiatry słabe, o prędkości nieprzekraczającej 2 m/s, wiejące z kierunku zachodniego.
Powierzchnia Osiedla Witosa położona jest w całości w dorzeczu Wisły, w zlewni Rawy. Jest natomiast pozbawiona cieków wodnych oraz większych akwenów – jedyny większy zbiornik wodny – Kozubek, znajduje się przy ul. Obroki. Jest to zbiornik pochodzenia antropogenicznego po kopalni „Kleofas”.
Osiedle Witosa, mimo iż jest mocno zurbanizowane, charakteryzuje się dosyć dużym udziałów terenów zielonych, zwłaszcza lasów (fragment Lasu Załęskiego), położonych w zachodniej części dzielnicy. Dominują tam dęby, a w wyższej części obszaru kompleksy brzozowo-sosnowe. Lasy te przynależą do Nadleśnictwa Katowice. Lasy te na terenie dzielnicy nie stanowią obszarów prawnej ochrony przyrody. Na Osiedlu Witosa występują następujące place oraz obszary zieleni urządzonej:
- Plac św. Herberta (główny plac na osiedlu Wincentego Witosa),
- Skwer rtm. Witolda Pileckiego (zlokalizowany przy skrzyżowaniu ulic Wincentego Witosa i Michała Ossowskiego).

W dzielnicy występują także ogródki działkowe, znajdujące się głównie w południowo-wschodniej części osiedla. Podlegają one pod zarząd Śląskiego Okręgowego Zarządu Polskiego Związku Działkowców, Delegatura Katowice. Na terenie Osiedla Witosa znajdują się następujące Rodzinne Ogrody Działkowe: „Baildon” (6,95 ha), „Gonar” (2,87 ha) i „Nadzieja” (3,05 ha).

## Historia

### Przed powstaniem osiedla Witosa

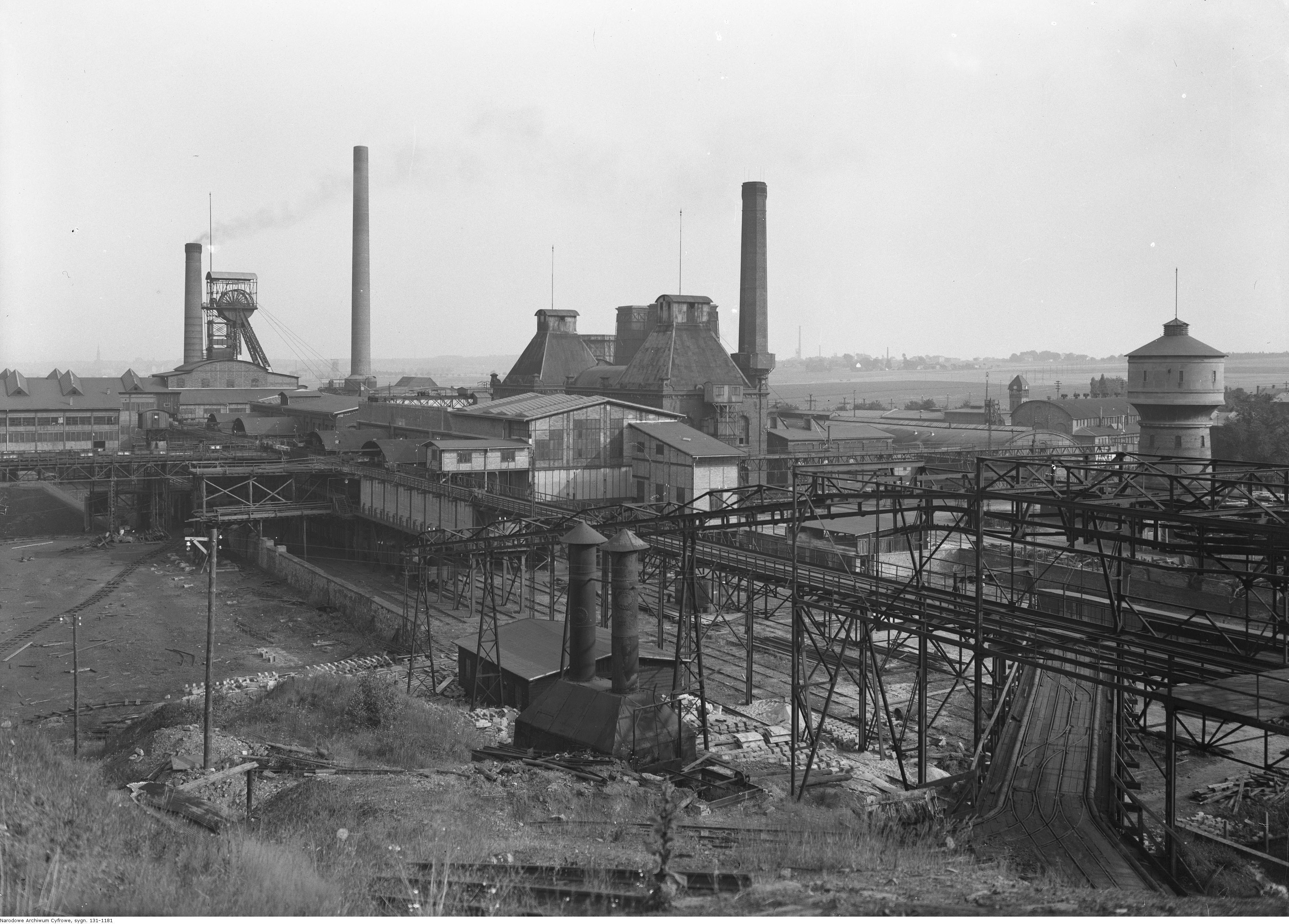
Kopalnia „Kleofas” w 1927 roku

Pierwsze informacje o osadnictwie na terenie obecnej dzielnicy pochodzą z XVII wieku. Z tego okresu pochodzi pierwsza wzmianka o Obrokach – osadzie, położonej w północnej części dzielnicy, a w tym czasie był to obszar Załęża. Na terenie Obroków od XVIII wieku działał folwark, w którym hodowano owce.
Dalszy rozwój tych obszarów wiąże się z rozwojem działalności przemysłowej. 3 października 1846 roku Towarzystwo Kolei Górnośląskiej uruchomiło biegnącą na granicy dzielnic Osiedle Witosa i Załęże linię kolejową ze Świętochłowic do Mysłowic, która była częścią linii z Wrocławia. W 1840 roku powstała kopalnia węgla kamiennego „Cleophas” (późniejszy „Kleofas”), która przyczyniła się w późniejszym okresie do rozwoju dzielnicy. Kopalnia ta w latach 1867–1886 nie funkcjonowała. Wydobycie wznowiła po jej wykupie przez spółkę Georg von Giesches Erben.
Przy kopalni, na początku XX w. powstało osiedle patronackie, a także budynki administracji kopalni „Kleofas”. Po II wojnie światowej następował dalszy rozwój dzielnicy. W latach 1947–1948 w południowej części dzielnicy, na terenach Załęskiej Hałdy powstało osiedle fińskich domków. W Obrokach, w latach sześćdziesiątych XX w. oddano do użytku osiedle dla górników kopalni „Kleofas” oraz Fabrykę Narzędzi Górniczych „Gonar”.

### Budowa i dalsza historia osiedla

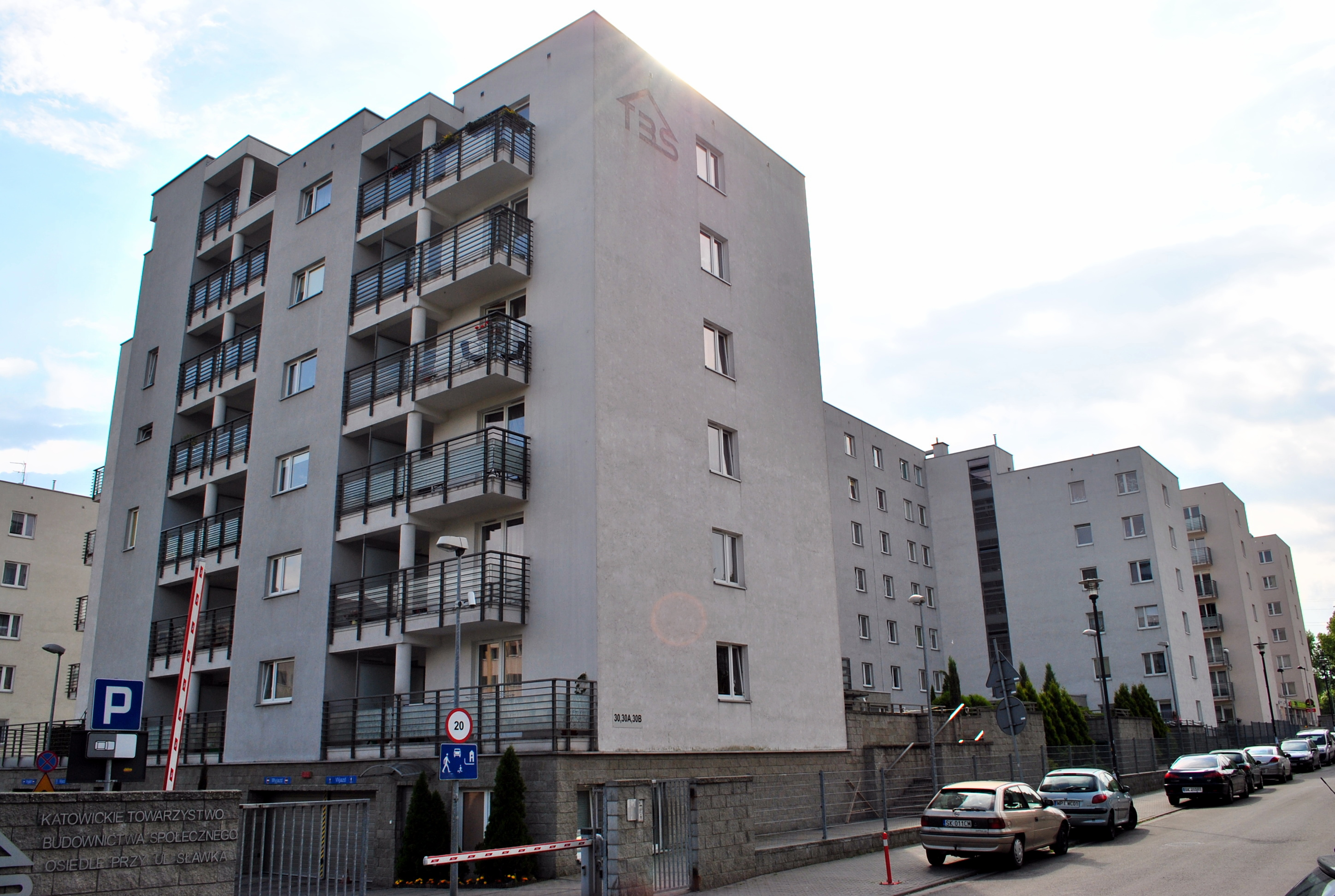
Budynki mieszkalne TBS przy ul. Sławka, których budowę rozpoczęto w 2009 roku

Osiedle Witosa powstało na terenie zajmowanym przez wzniesione w latach czterdziestych XX w. osiedle fińskich domków w Załęskiej Hałdzie. W 1976 roku przystąpiono do wyburzania domów, a wraz z tym rozpoczęła się budowa nowego osiedla, które ukończono w 1981 roku. Projektantami osiedla byli: Jan Grzegorczyk, Marek Oleś, Jerzy Rak i Andrzej Trybuś. W 1983 roku osiedlu nadano nazwę Wincentego Witosa. W dniu 14 września 1983 roku erygowano parafię pw. Podwyższenia Krzyża Świętego i św. Herberta, lecz kościół parafialny powstał dopiero dziesięć lat później. Poświęcenia budynku kościoła dokonał arcybiskup katowicki Damian Zimoń 16 maja 1993 roku.
Po transformacji ustrojowej, 1 stycznia 1992 roku w Katowicach utworzono 22 Pomocnicze Jednostki Samorządowe, w wyniku którego z Załęża wydzielono osiedle W. Witosa wraz z Obrokami jako osobną dzielnicę o nazwie Osiedle Załęska Hałda. Zgodnie z Uchwałą nr XLVI/449/97 Rady Miejskiej Katowic z dnia 29 września 1997 roku Osiedle Witosa jest statutową dzielnicą w zespole dzielnic północnych i stanowi jednostkę pomocniczą nr 8 miasta Katowic.
Po 1989 roku, w wyniku restrukturyzacji gospodarki działalność przemysłowa w dzielnicy uległa znacznemu ograniczeniu. W 2001 roku zdecydowano o zamknięciu kopalni „Kleofas”, co ostatecznie nastąpiło w 2004 roku. Następował natomiast rozwój sektora usług, a także w dalszym ciągu rozwijało się budownictwo mieszkaniowe, w tym powstawały nowe mieszkania w budynkach Katowickiego Towarzystwa Budownictwa Społecznego przy ul. W. Sławka, których budowę rozpoczęto w styczniu 2009 roku. Uchwałą nr LII/1070/10 z dnia 25 stycznia 2009 roku Rada Miasta Katowice nadała placowi położonemu na rogu ul. Wincentego Witosa i ul. Michała Ossowskiego nazwę: Skwer Rotmistrza Witolda Pileckiego.

## Demografia
Zanim powstało osiedle W. Witosa, tereny te przynależały do Załęskiej Hałdy w dawnej gminie Załęże, w której w 1980 roku zamieszkiwało około 4 500 osób. W latach 80. i 90. XX wieku nastąpił duży przyrost liczby ludności, spowodowany powstaniem nowego osiedla mieszkaniowego w północnej części Załęskiej Hałdy, tj. osiedla Wincentego Witosa. W granicach dzielnicy Osiedle Witosa w 1988 roku mieszkało łącznie 14 041 osób. Wtedy to w strukturze ludności dominowały osoby w przedziałach wiekowych 30-44 i 0–14 lat. W późniejszym okresie następował dalszy wzrost liczby ludności – w 1997 roku dzielnica liczyła około 14 200 mieszkańców. Następnie liczba ludności ulegała zmniejszeniu. W 2007 roku dzielnicę zamieszkiwało 12 401 osób, z czego ok. 3 000 osób w Obrokach, a ok. 9 500 na osiedlu W. Witosa. Dominowały wówczas osoby w wieku 45-59 i 15–29 lat.

## Polityka i administracja
Pierwotnie tereny dzielnicy Osiedle Witosa były częścią gminy Załęże (osady: Obroki i Załęska Hałda). W dniu 1 stycznia 1992 roku w Katowicach utworzono 22 Pomocnicze Jednostki Samorządowe, z czego w graniach obecnej dzielnicy powołano dzielnicę Osiedle Załęska Hałda. Na podstawie Uchwały nr XLVI/449/97 Rady Miejskiej Katowic z dnia 29 września 1997 roku Osiedle Witosa jest statutową dzielnicą w zespole dzielnic północnych i stanowi jednostkę pomocniczą nr 8. Uchwała wytyczyła równocześnie jej dokładne granice.
Znowelizowana ustawa z 2001 roku o samorządzie gminnym dała możliwość uzyskania statutu i powołania Rady Jednostki Pomocniczej. W połowie 2014 roku takie Rady posiadało 11 dzielnic, w tym Osiedle Witosa. Rada swoją siedzibę ma przy ul. E. Kwiatkowskiego 8. W kadencji 2014-2018 Rada liczyła 15 radnych, Przewodniczącym Rady był wówczas Krzysztof Kraus, a Przewodniczącym Zarządu Marcin Waszczuk. W wyborach do Rady Miasta Katowic dzielnica należy do okręgu nr 4 (Osiedle Tysiąclecia, Dąb, Załęże, Osiedle Witosa, Załęska Hałda-Brynów). W latach 2010–2014 okręg ten miał 6 przedstawicieli w Radzie Miasta. Mieszkańcy Osiedla Witosa przynależeli wtedy do sześciu powszechnych obwodów (21, 22, 23, 24, 25 i 26).

## Gospodarka

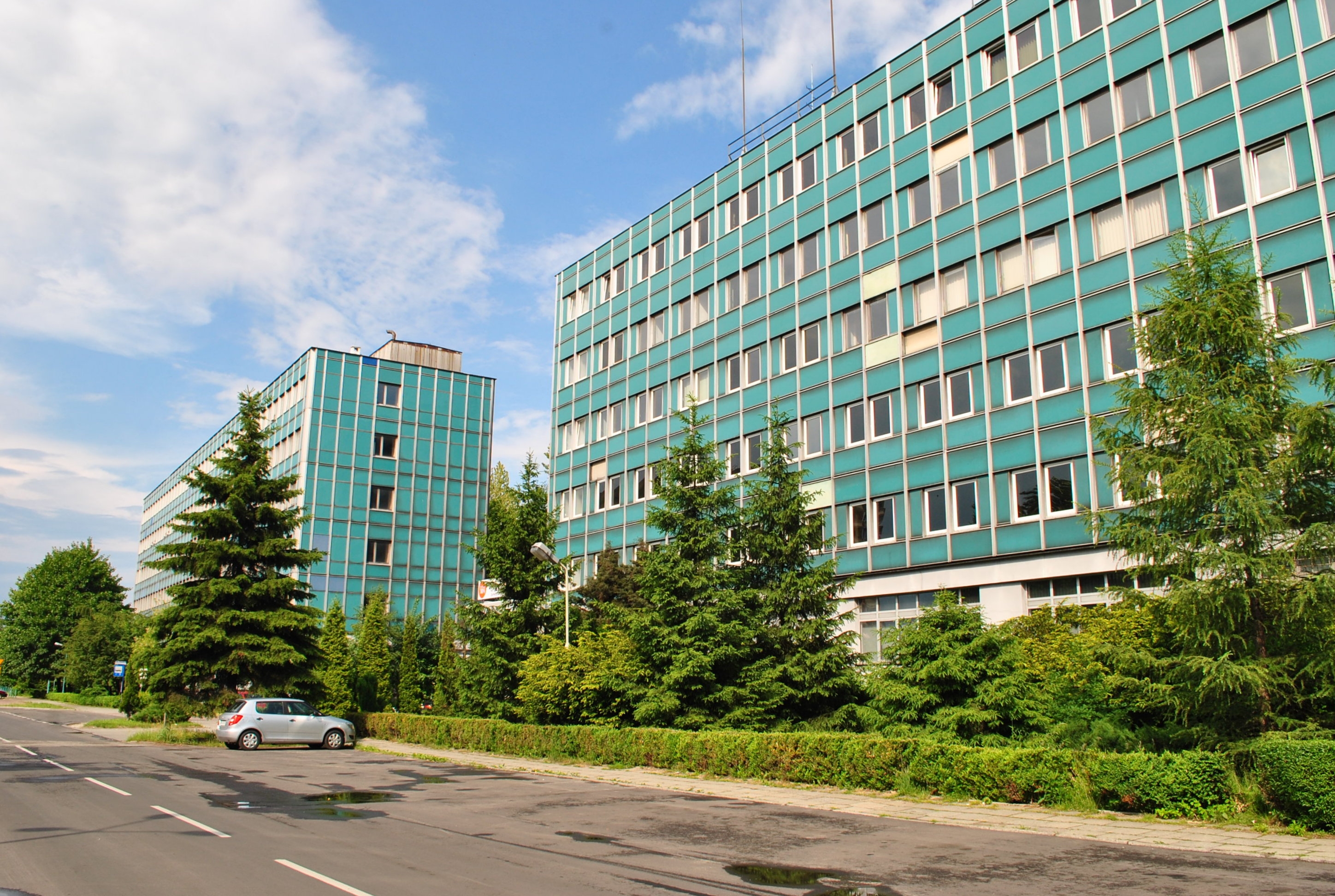
Biurowce przy ul. S. Kossutha w 2014 roku

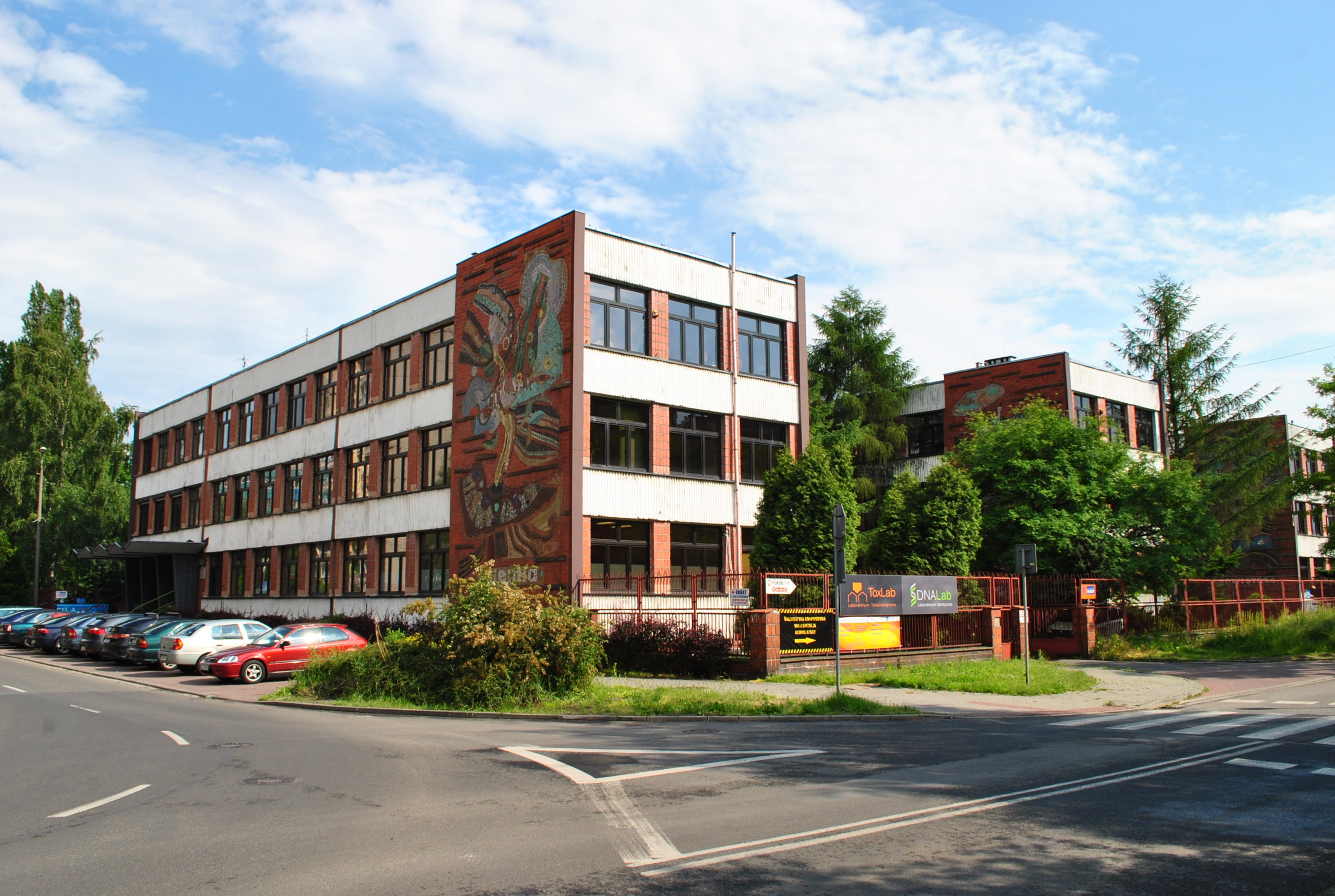
Siedziba Instytutu Ekologii Terenów Uprzemysłowionych

Transformacja gospodarcza Polski po 1989 roku spowodowała, że przemysł, zlokalizowany w północno-zachodniej części dzielnicy, uległ znacznemu ograniczeniu. Dotyczyło to w szczególności przemysłu wydobywczego, gdyż w 2004 roku zlikwidowano kopalnię „Kleofas”. Do dziś na terenie dzielnicy działa natomiast firma GONAR, specjalizująca się w produkcji narzędzi górniczych. Rozwinął się również sektor usług, szczególnie we wschodniej części dzielnicy, gdzie od 1991 roku funkcjonuje targowisko miejskie (bazar Załęże). W pobliżu bazaru, w 1999 roku powstała hala Makro Cash and Carry, a także otwarte w 2013 Centrum Handlowe Załęże. W zachodniej części, od lat 90. XX wieku rozwinął się spożywczy handel hurtowy. Obecnie Śląski Rynek Hurtowy Obroki to największy tego typu rynek na terenie Górnego Śląska.
W centralnej części Osiedla Witosa znajduje się lokalny ośrodek usługowy, który koncentruje się wokół placu św. Herberta, a także wzdłuż ul. W. Witosa i E. Kwiatkowskiego. W tym ośrodku koncentrują się wszelkie obiekty usługowe o lokalnym zasięgu, w tym placówki handlowe, placówki edukacyjne, dom kultury, biblioteka, kościół, przystanki komunikacji miejskiej, a także tereny zieleni i rekreacji.
Ze względu na mieszkaniowy charakter Osiedla Witosa występuje tu duża sieć sklepów różnych branż. Można tu wyróżnić dwa rodzaje punktów handlowych: małe sklepy należące do osób prywatnych oraz sklepy wielkopowierzchniowe. Spośród sklepów wielkopowierzchniowych, na terenie Osiedla Witosa położone są następujące obiekty:
- Biedronka (ul. M. Ossowskiego 17)[31],
- Lewiatan (ul. I. Mościckiego 3)[32],
- Lidl (ul. Obroki 50)[33].

Poza tym, na osiedlu znajdują się następujące placówki administracyjne i komunalne:
- Prokuratura Rejonowa Katowice-Wschód (ul. S. Kossutha 11)[34],
- Śląski Oddział Wojewódzki Narodowego Funduszu Zdrowia (ul. S. Kossutha 13)[35],
- Okręgowy Urząd Górniczy w Katowicach (ul. Obroki 87)[36],
- Instytut Ekologii Terenów Uprzemysłowionych (ul. S. Kossutha 6)[37],
- Miejskie Przedsiębiorstwo Gospodarki Komunalnej w Katowicach (ul. Obroki 140)[38].

## Infrastruktura techniczna

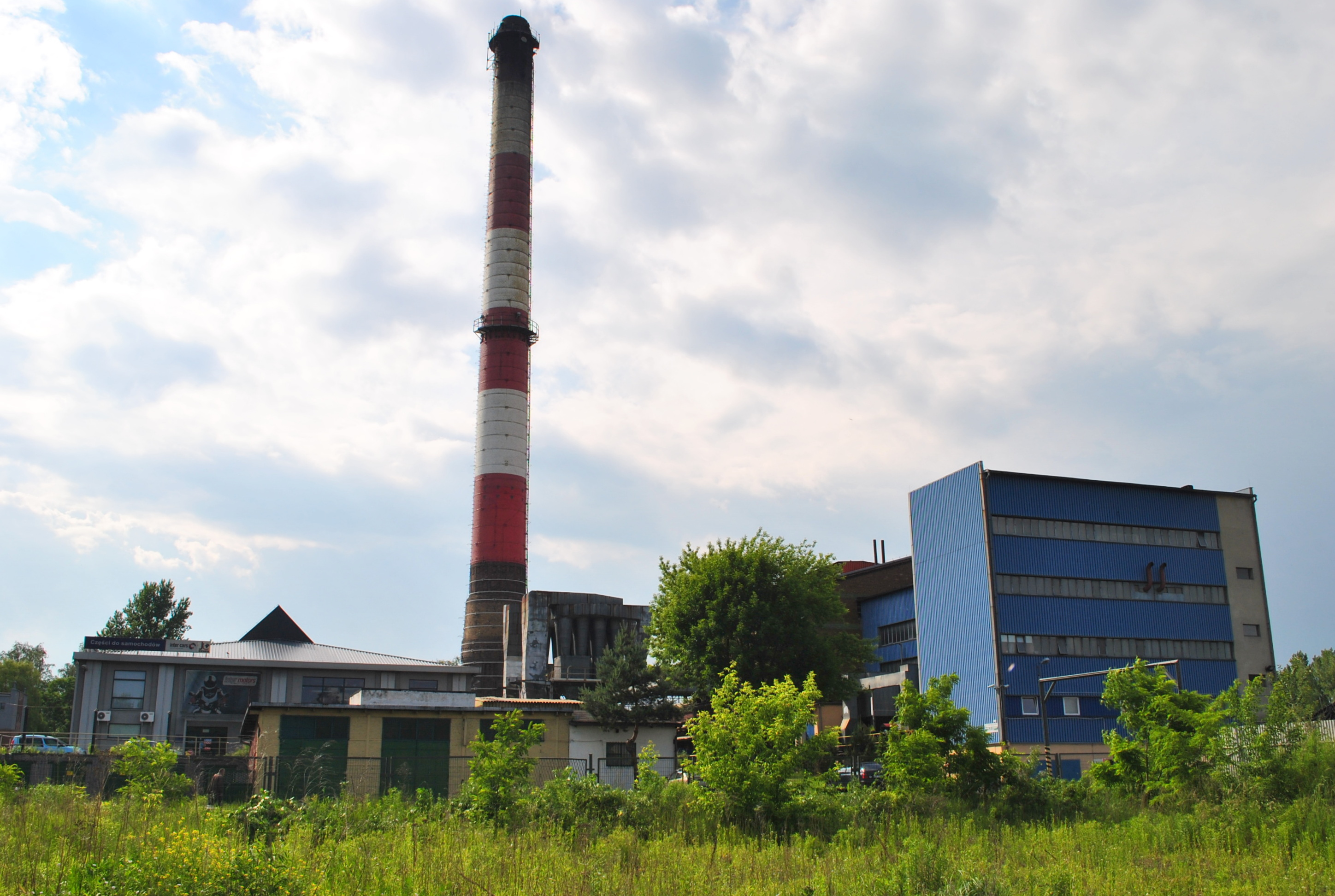
Dalkia Polska Energia – Wydział „Kleofas” (ul. Obroki 77) w Obrokach, zaopatrująca Obroki i osiedle Wincentego Witosa w ciepło

Głównymi źródłami wody dla mieszkańców dzielnicy są ujęcia powierzchniowe na Wiśle (Jezioro Goczałkowickie) i Sole (Jezioro Czanieckie). Woda ze Stacji Uzdatniania Wody jest rozprowadzana poprzez wodociągi magistralne oraz rozdzielcze. Przez teren Osiedla Witosa przebiega rurociąg przesyłowy magistrali zachodniej DN 1400 mm, która łączy zbiornik wyrównawczy Murcki ze zbiornikiem Bytków. Zaopatrzeniem wody zajmuje się Górnośląskie Przedsiębiorstwo Wodociągów oraz Katowickie Wodociągi. Sieć kanalizacyjna jest zarządzana przez spółkę Katowickie Wodociągi. Obszar Osiedla Witosa w znacznej większości jest położony w zlewni oczyszczalni ścieków Centrum-Gigablok, do której dociera kanalizacja ogólnospławna.
Zaopatrzenie w energię elektryczną mieszkańców Osiedla Witosa odbywa się poprzez sieć wysokiego napięcia 110 kV, łączącą je z pobliskimi elektrowniami. Przy ul. Dulęby zlokalizowana jest stacja elektroenergetyczna „Obroki” o poziomie transformacji wynoszącej 110/6 kV. Średnie zużycie energii elektrycznej na jedno gospodarstwo domowe w Katowicach wynosiło w 2006 865,7 kWh.
Zaopatrzenie w energię cieplną odbywa się poprzez ciepłownię „Kleofas” przy ul. Obroki 77, będącą wydziałem spółki Dalkia Polska Energia. Jej moc wynosi 42,8 MW. Na terenie dzielnicy znajduje się baza Miejskiego Przedsiębiorstwa Gospodarki Komunalnej w Katowicach, która zajmuje się gospodarką odpadami komunalnymi na terenie miasta. W bazie tej znajduje się jeden z gminnych Punktów Selektywnej Zbiórki Odpadów Komunalnych.

## Transport

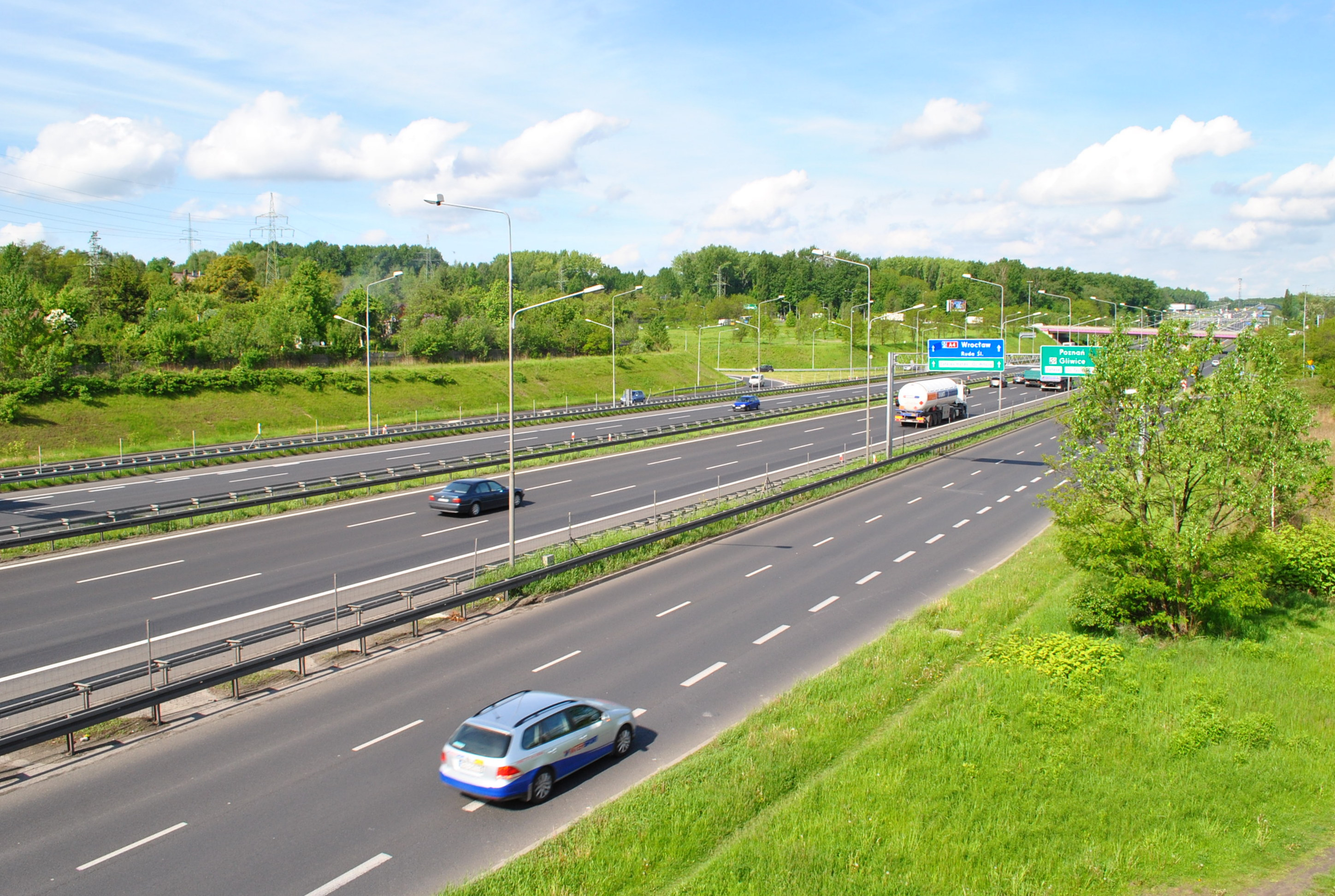
Autostrada A4 na wysokości nieczynnego wiaduktu kolejowego

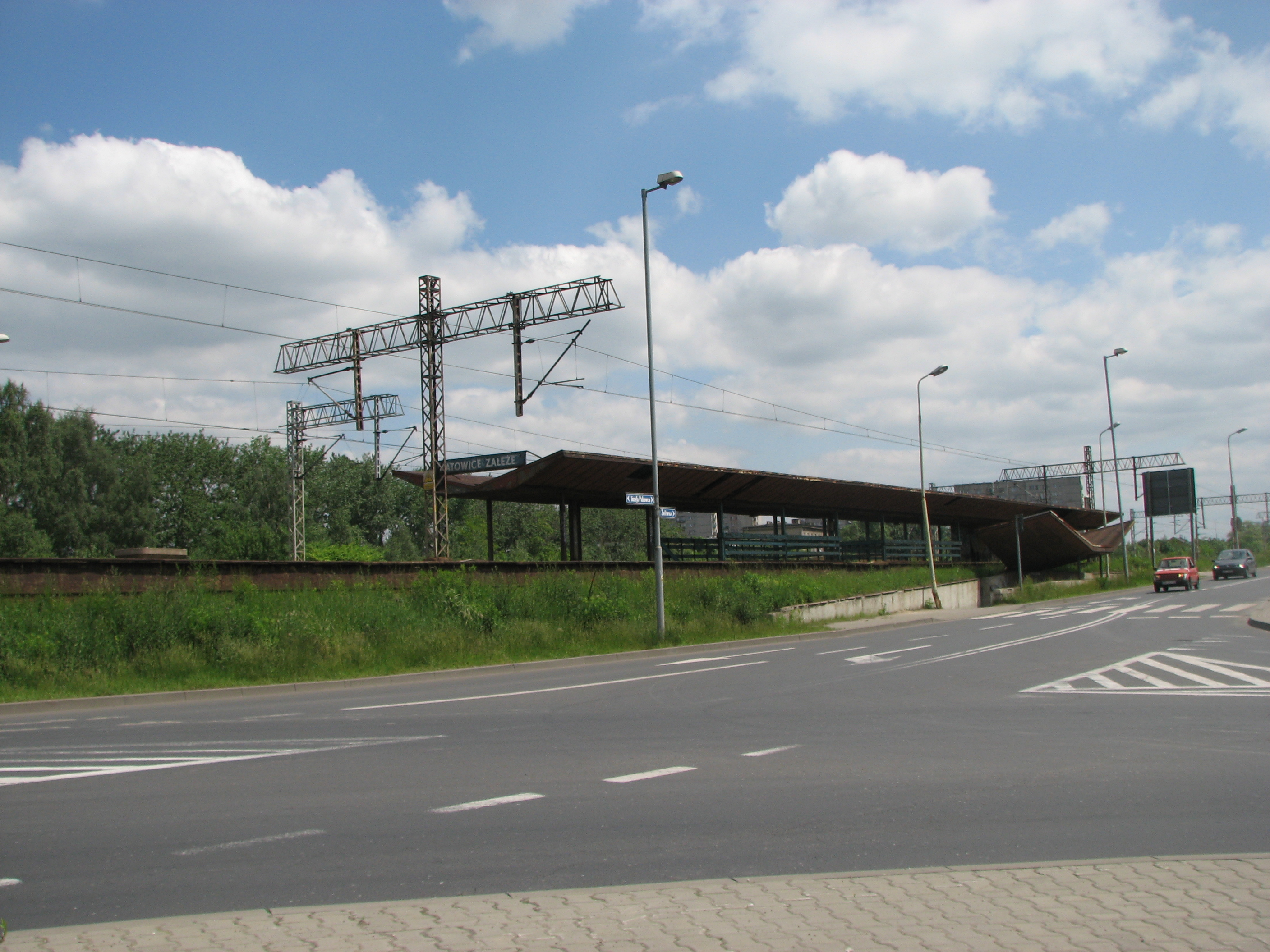
Kolejowy przystanek osobowy Katowice Załęże

### Transport drogowy
Osiedle Witosa ma bardzo dobre połączenia komunikacyjne z centrum miasta i resztą kraju. Wzdłuż granicy dzielnicy przebiega autostrada A4, której początki w rejonie dzielnicy sięgają lat 50. XX w., kiedy to poprowadzono drogę szybkiego ruchu Katowice – Kochłowice. Położona na wschodzie dzielnicy ul. F. Bocheńskiego, która dochodzi do ul. Brackiej łączy autostradę z inną ważną arterią komunikacyjną Katowic – Drogową Trasą Średnicową. Inne ważne szlaki to: ul. Wincentego Witosa (przebiega przez środek osiedla), ul. Obroki i Wiśniowa (łącznik z Załężem i Osiedlem Tysiąclecia).

### Transport kolejowy
Przez teren Osiedla Witosa przebiega linia kolejowa nr 137 Katowice – Legnica, będąca fragmentem międzynarodowej magistrali E 30. Na terenie dzielnicy nie ma przystanku kolejowego – najbliższy znajduje się przy granicy dzielnicy, w Załężu. Znajduje się tam przystanek osobowy Katowice Załęże, z którego według rozkładu jazdy z okresu 2013/14 realizowanych było ponad 85 połączeń regionalnych, obsługiwanych przez Koleje Śląskie. Główne kierunki pociągów to: Gliwice, Katowice, Częstochowa Osobowa i Lubliniec.

### Transport miejski
Publiczny transport zbiorowy na terenie dzielnicy Osiedle Witosa zapewniają linie autobusowe uruchamiane na zlecenie Zarządu Transportu Metropolitalnego (ZTM), przebiegające przez ulice: Obroki, Wincentego Witosa, Stanisława Kossutha Macieja Rataja, Michała Ossowskiego i Eugeniusza Kwiatkowskiego. Linie autobusowe biegnące przez teren osiedla zapewniają bezpośrednie połączenie z Bogucicami, Chorzowem-Batorym, Chorzowem II, Dąbrówką Małą, Dębem, Halembą, Janowem-Nikiszowcem, Józefowcem, Kochłowicami, Ligotą, Ochojcem, os. Tysiąclecia, Piotrowicami, Szopienicami, Śródmieściem Katowic i Załężem. Dodatkowy przystanek, zlokalizowany na drodze zbiorczej dla autostrady A4 (kierunek Chorzów; przystanek Osiedle Witosa Droga Kochłowicka), pozwala na zatrzymywanie się dodatkowo następującym liniom autobusowym: 70, 115, 120, 130, 130N, 138, 165, 177, 193. 632, 880. W nocy komunikację zapewnia linia 130N z Katowic do Halemby. Nieopodal dzielnicy, przez Załęże przebiega linia tramwajowa z Wełnowca i Szopienic do Chorzowa, Świętochłowic i Bytomia.

## Architektura i zabytki

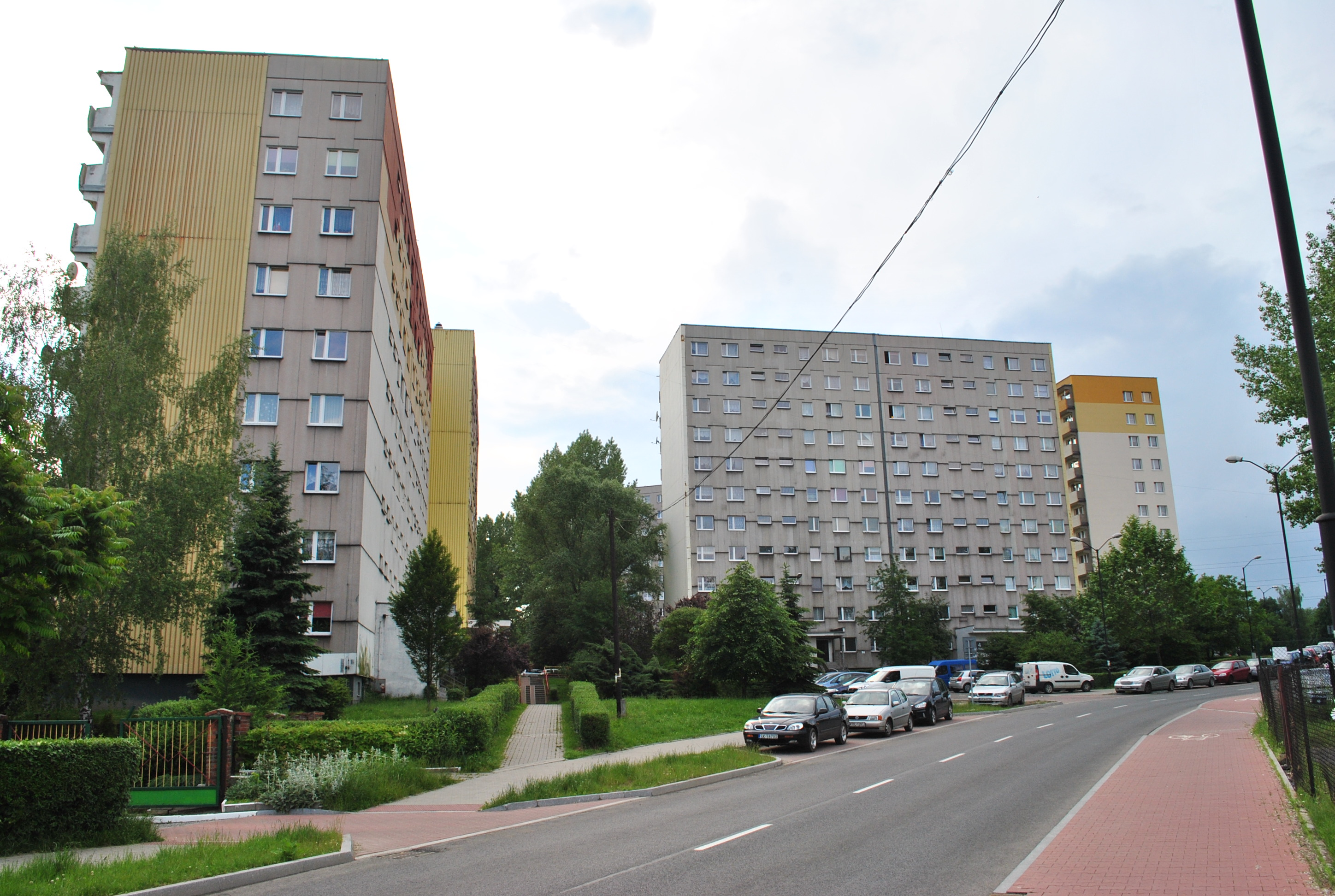
Bloki mieszkalne przy ul. M. Rataja

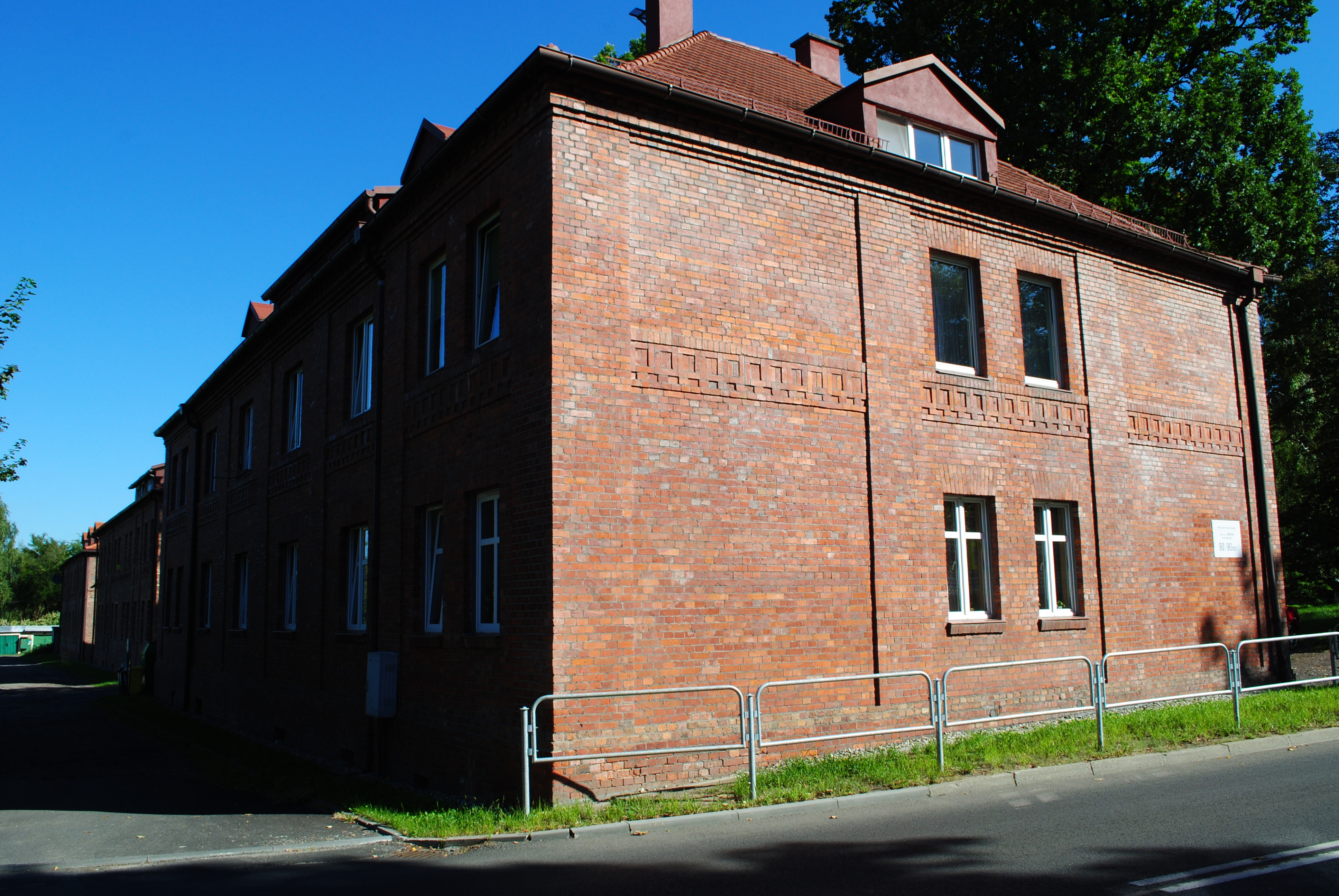
Budynki mieszkalne z początku XX wieku przy ul. Obroki

Zabudowa dzielnicy jest niejednorodna, zwłaszcza jej północna część – Obroki, gdzie znajdują się budynki mieszkalne z początku XX wieku, jak i też niskie bloki mieszkaniowe z wielkiej płyty. Samo zaś osiedle Wincentego Witosa składa się z zespołu jednorodnych stylistycznie budynków mieszkalnych z wielkiej płyty: wysokich (do ośmiu kondygnacji) przy ul. N. Barlickiego, M. Ossowskiego i W. Witosa oraz niskich przy ul. E. Kwiatkowskiego i W. Grabskiego. Jest ono zarządzane przez Spółdzielnię Mieszkaniową „Załęska Hałda”. Na terenie osiedla powstały też kompleksy budynków jednorodzinnych w zabudowie szeregowej (m.in. przy ul. N. Barlickiego, W Grabskiego i E. Kwiatkowskiego). Udział powierzchni zabudowanej w powierzchni terenu całej dzielnicy wynosi 17%, wskaźnik intensywności zabudowy (netto) – 0.77 WIZ; średnia ważona liczby kondygnacji to 4.53.
W granicach dzielnicy Osiedle Witosa znajdują się następujące historyczne obiekty, objęte ochroną konserwatorską:
- Budynki mieszkalne wraz z zielenią przydomową (ul. Obroki 90, 90a, 90b, 90c). Budynki pochodzą z początku XX wieku (wzniesienie między 1918[48] a 1923[49]); wzniesiono je w stylu historyzmu ceglanego, dla urzędników kopalni „Kleofas”[49].
- Dawne zabudowania Kopalni Węgla Kamiennego „Kleofas” (ul. Obroki 77)[50]. Do zabytkowych zabudowań należą: budynek dawnej straży pożarnej, budynek dawnej stajni, budynek dawnej stacji ratownictwa górniczego, budynek dawnej elektrowni (z 1893 roku), budynek ciepłowni (z 1895 roku), budynek nadszybia szybu „Fortuna III”, budynek maszynowni „Fortuna I” przedział zachód[49].

### Pomniki i tablice pamiątkowe
Na terenie Osiedla Witosa znajdują się następujące miejsca pamięci:
- płyta upamiętniająca Teofila Patalonga, rozstrzelanego przez Niemców 6 września 1939 roku (na fasadzie wiaduktu nad ul. J. Pukowca),
- tablica upamiętniająca żołnierzy Armii Krajowej i ludzi niosących pomoc więźniom KL Auschwitz-Birkenau w latach 1940–1945 (w budynku XV LO przy ul. Obroki 87),
- popiersie z tablicą upamiętniającą prof. dr inż. Jerzego Rabsztyna (w budynku XV LO przy ul. Obroki 87),
- izba Pamięci Ofiar Katynia (w Szkole Podstawowej nr 33 przy ul. W. Witosa 23),
- tablica poświęcona rtm. Witoldowi Pileckiemu (skwer rtm. Witolda Pileckiego).

## Kultura
Na terenie dzielnicy Osiedle Witosa funkcjonuje kilka klubów i stowarzyszeń o charakterze kulturalnym. Jednym z najważniejszych jest Klub Osiedlowy „Plus”, położony przy ul. W. Witosa 17. W nim działa wiele sekcji i kół dla osób w różnym wieku, w tym koła: rękodzieła, brydżowe, seniora, a także m.in. zajęcia dla dzieci i młodzieży oraz wystawy prac artystów nieprofesjonalnych i ekspozycje kolekcjonerskie. W klubie organizowane są różne spotkania, w tym międzypokoleniowe spotkania i imprezy integracyjne, zebrania Klubu Seniora i Rodzinnego Klubu Turystyki Górskiej „Wagabunda”. Prowadzone są tu też zebrania mieszkańców oraz uroczyste posiedzenia Rady Dzielnicy nr 8 i Rady Nadzorczej Spółdzielni Mieszkaniowej „Załęska Hałda”.
W dzielnicy, przy ul. Witosa 18b, znajduje się Filia nr 12 Miejskiej Biblioteki Publicznej w Katowicach. W bibliotece tej znajduje się wypożyczalnia dla dzieci i dorosłych, a także stanowisko komputerowe podłączone do Internetu. Łączne zbiory biblioteki to około 21 100 woluminów.
4 marca 2025 roku na osiedlu W. Witosa w rejonie ulic E. Kwiatkowskiego i W. Grabskiego został oficjalnie otwarty budynek Miejskiego Dom Kultury, w którym znajduje się sala wielofunkcyjna, a także pomieszczenia do warsztatów plastycznych, ceramicznych, lekcji tańca, nauki gry na instrumentach oraz zajęć ruchowych. Wprowadzono w nim zajęcia taneczne (m.in. taniec towarzyszki i latino), artystyczne (w tym ceramika, rysunek i malarstwo), ruchowe i rozwojowe.

## Oświata

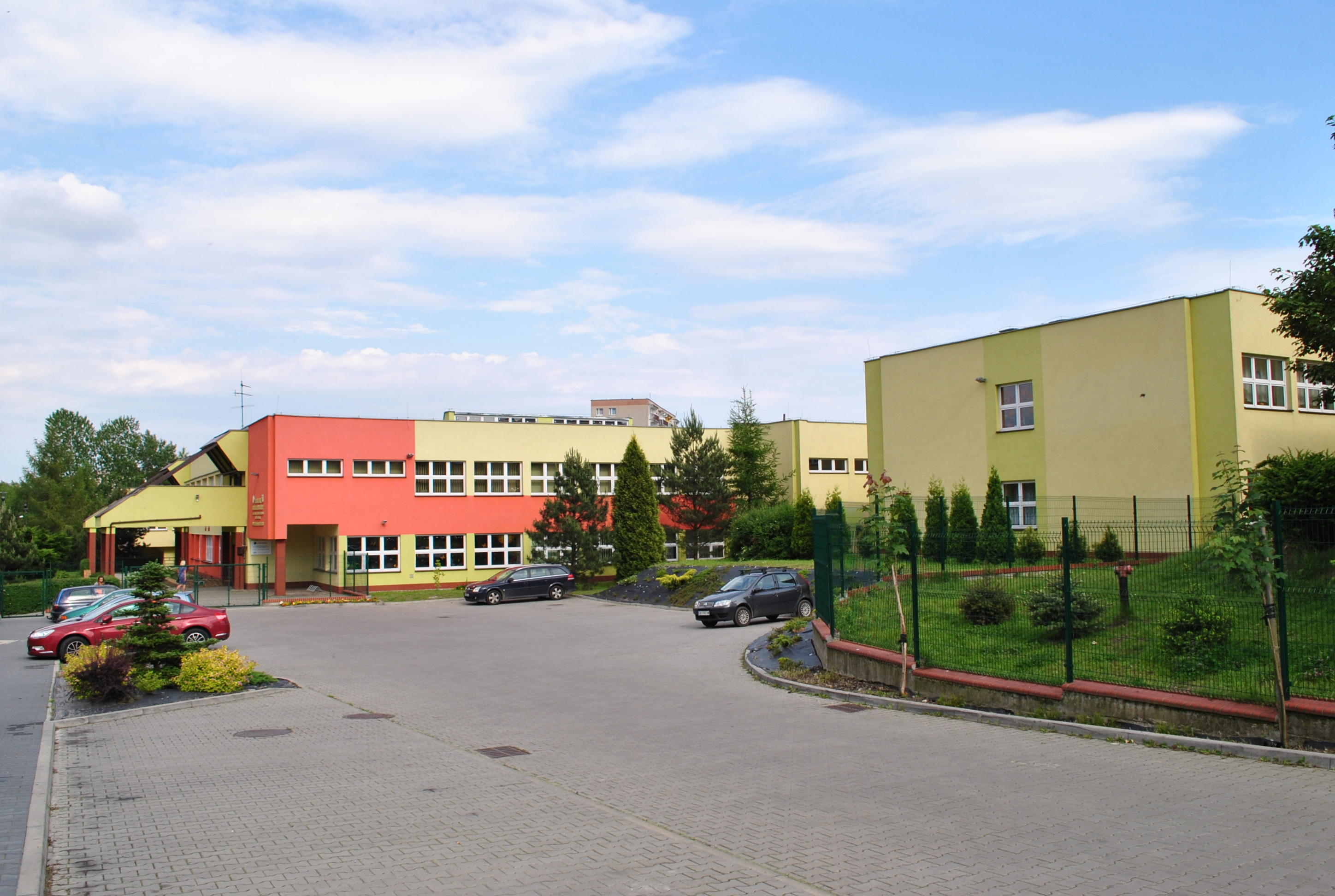
Budynek Szkoły Podstawowej nr 33 w Katowicach (ul. W. Witosa 23)

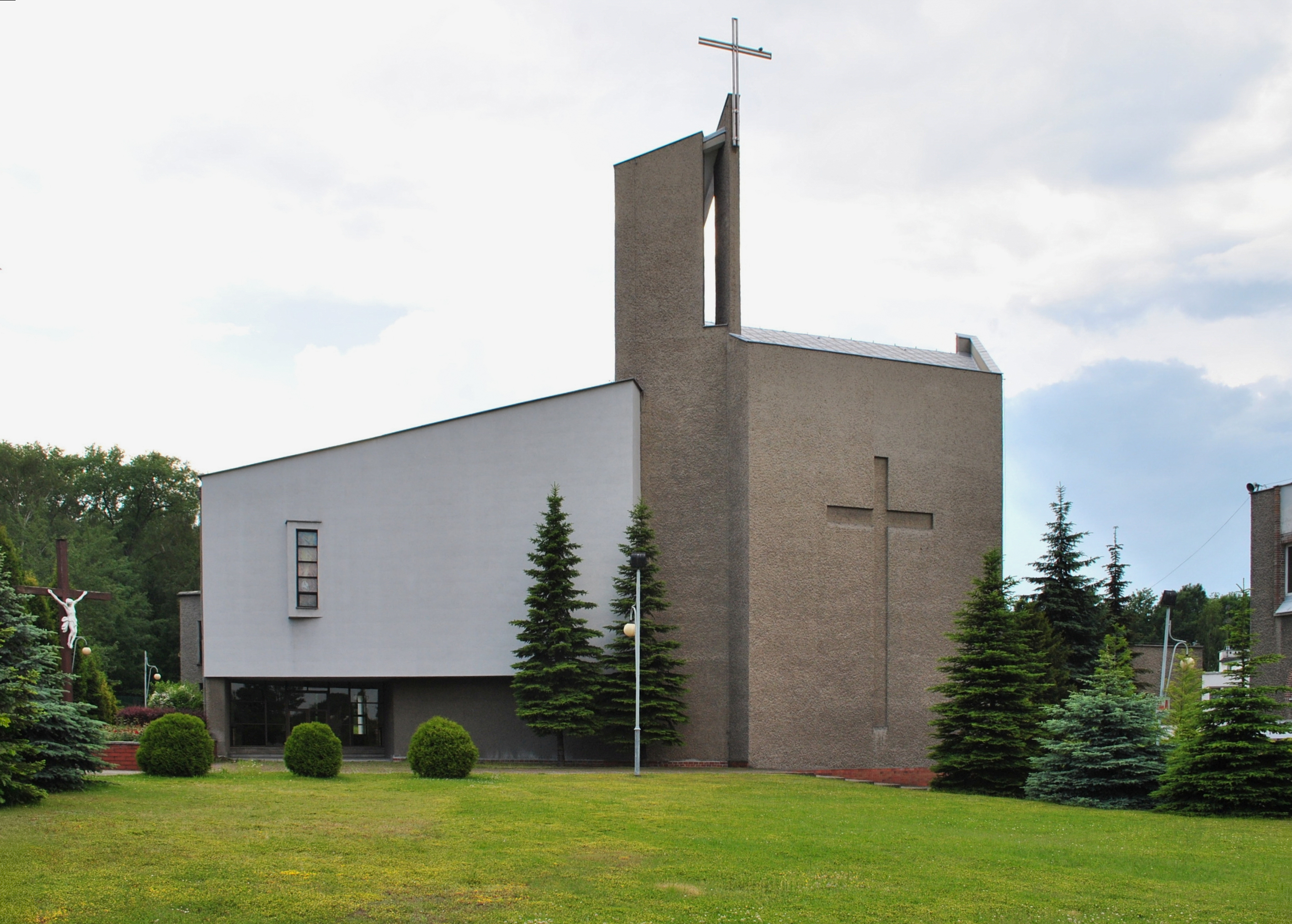
Kościół parafialny parafii Podwyższenia Krzyża Świętego i św. Herberta w Katowicach

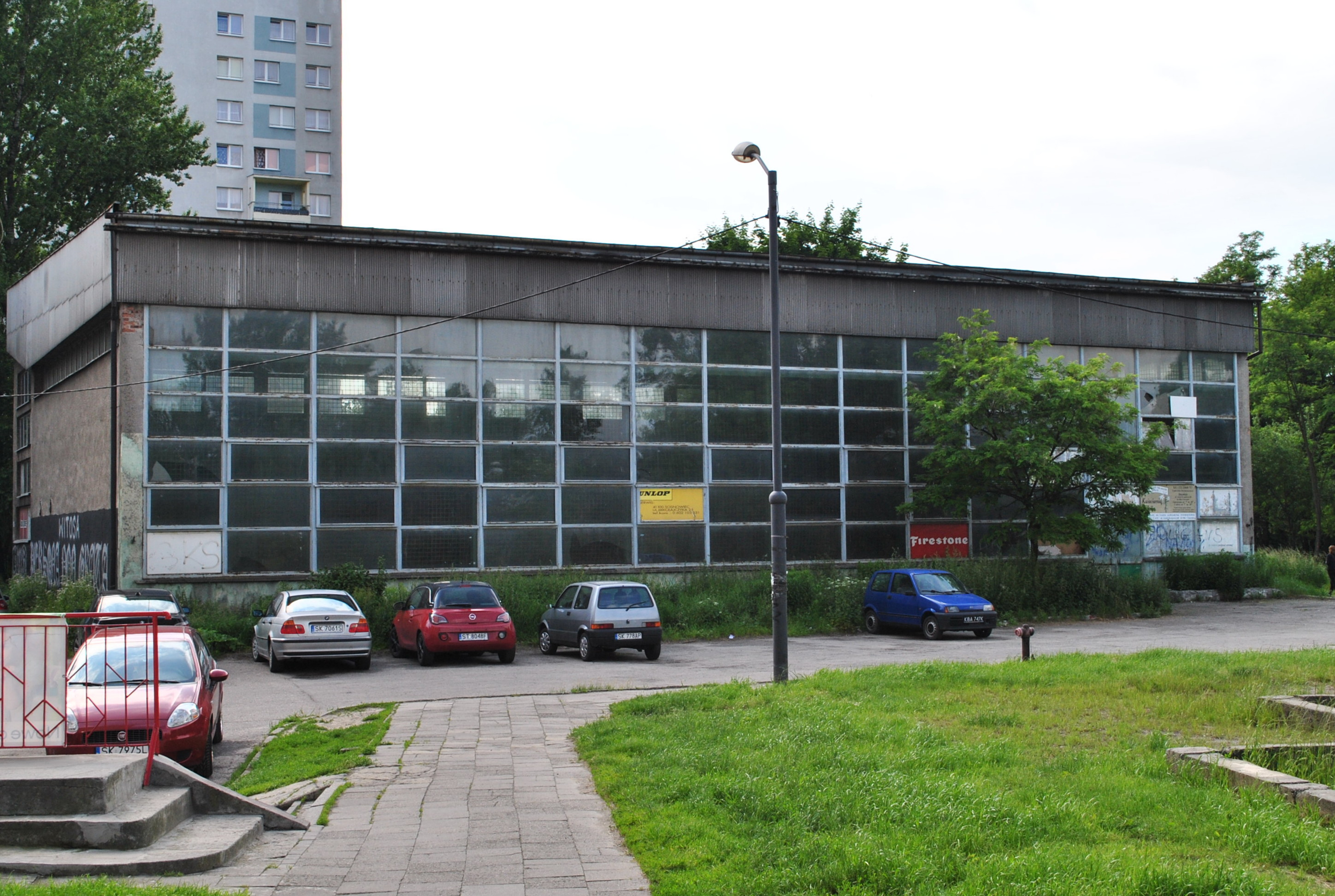
Nieistniejąca hala sportowa klubu 06 Kleofas Katowice (2014)

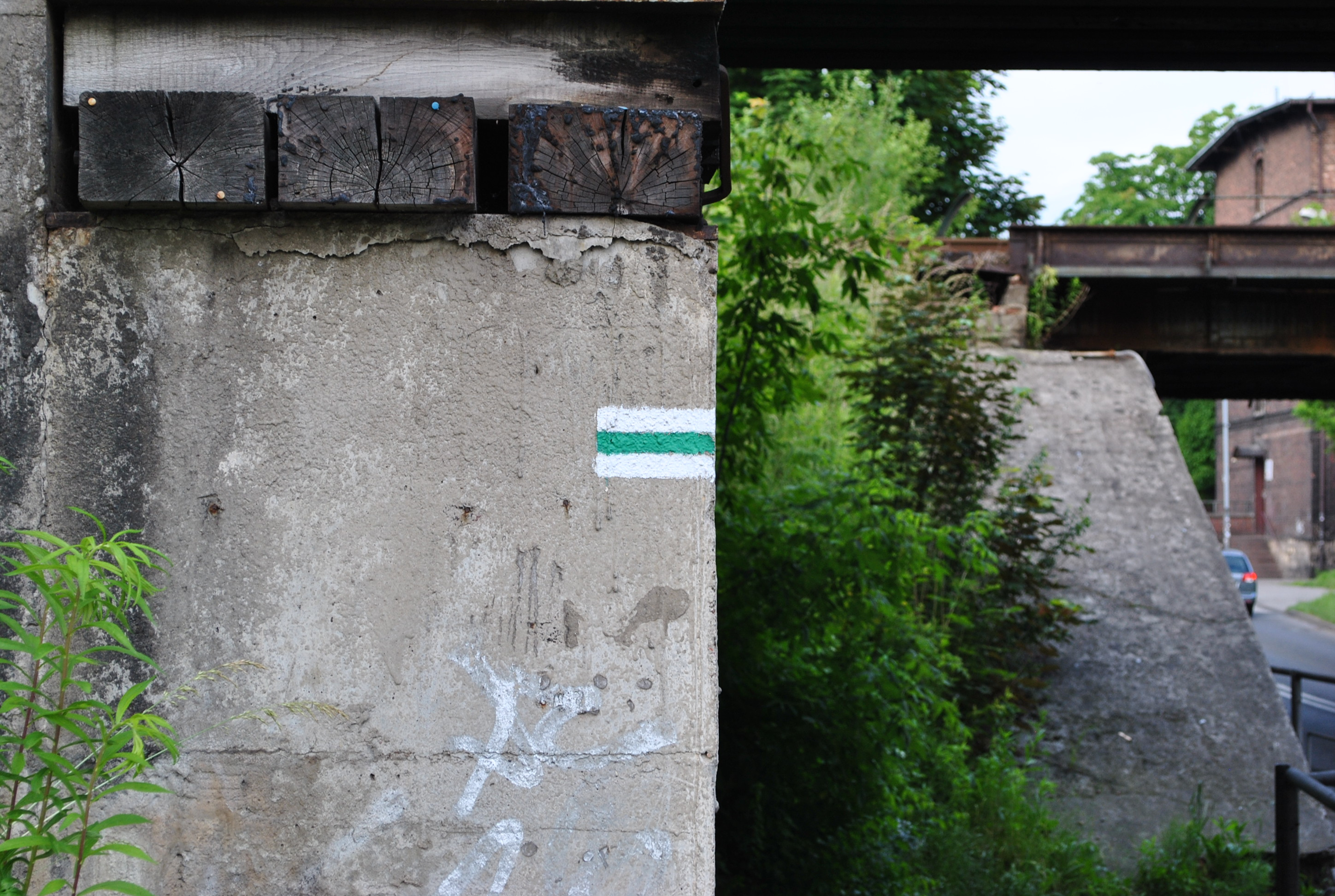
Szlak Dwudziestopięciolecia PTTK na wysokości ul. Wiśniowej i Obroki

Baza oświatowa w dzielnicy koncentruje się w głównej mierze w jej południowej części, na terenie osiedla Wincentego Witosa, a wszystkie istniejące placówki zostały założone po II wojnie światowej. Jedną z pierwszych szkół na terenie dzielnicy jest dawna szkoła przemysłowo-górnicza w Obrokach (późniejsze XV Liceum Ogólnokształcące im. rtm. Witolda Pileckiego w Katowicach). Szkoła ta powstała 15 kwietnia 1945 roku, a swoją obecną siedzibę, przy ul. Obroki 87, ma od 4 grudnia 1973 roku. Jedną z największych szkół na terenie Osiedla Witosa jest Szkoła Podstawowa nr. 33 im. Stanisława Ligonia z siedzibą przy ul. W. Witosa 23. Szkoła Podstawowa nr 33 w Katowicach funkcjonuje od 1957 roku – wtedy to wówczas uczęszczało do niej 419 uczniów w 11 oddziałach. Obecną siedzibę szkoła posiada od 1986 roku (do 1968 roku szkoła funkcjonowała w dwóch obiektach – przy ul. T. Patalonga oraz ul. S. Kossutha). Aż do reformy oświaty z 2017 roku, w murach szkoły działało Gimnazjum nr 6 w Katowicach. Szkołę podstawową, jak i gimnazjum ukończył między innymi polski piłkarz Arkadiusz Milik.
Na terenie Osiedla Witosa, według stanu z połowy 2023 roku, funkcjonowały również następujące placówki edukacyjne:
- Niepubliczny Żłobek i przedszkole integracyjne „Słonik” (ul. Obroki 70)[61],
- Niepubliczny Żłobek „U Cioci Poli” (ul. Obroki 77)[62],
- Miejskie Przedszkole nr 13 w Katowicach (ul. W. Witosa 16a)[63],
- Miejskie Przedszkole nr 50 z Oddziałami Integracyjnymi w Katowicach (ul. I. Mościckiego 2)[64],
- Miejskie Przedszkole nr 85 w Katowicach (ul. E. Kwiatkowskiego 20)[65],
- Miejskie Przedszkole nr 94 im. Małego Księcia w Katowicach (ul. M. Rataja 10)[66],
- XV Liceum Ogólnokształcące im. rtm. Witolda Pileckiego w Katowicach (ul. Obroki 87)[67],
- Zespół Szkół Prywatnych w Katowicach (ul. W. Witosa 18): Prywatne Przedszkole „Domowe Przedszkole”, Prywatna Szkoła Podstawowa „Szkoła jak Dom”, Prywatne Liceum Ogólnokształcące im. Melchiora Wańkowicza z Międzynarodową Maturą, Complex of Silesian International Schools[68].

## Ochrona zdrowia
Opieka zdrowotna na terenie dzielnicy zaczęła funkcjonować od 1980 roku, wraz z powstaniem osiedla W. Witosa. W tym roku powstała Przychodnia nr 11 Samodzielnego Publicznego Zakładu Lecznictwa Ambulatoryjnego w Katowicach. W wyniku reorganizacji, 1 kwietnia 2005 roku w miejsce tego zakładu powstał Niepubliczny Zakład Opieki Zdrowotnej „Przychodnia Na Witosa”. Przychodnia ta znajduje się przy ul. W. Witosa 21. Znajduje się w niej 14 Poradni, w tym Poradnia Podstawowej Opieki Zdrowotnej, Dermatologiczna, Ginekologiczno-Położnicza, Laryngologiczna i Medycyny Pracy, a także gabinet USG i fizjoterapii.

## Religia
Największą wspólnotą religijną w Osiedlu Witosa jest rzymskokatolicka parafia Podwyższenia Krzyża Świętego i św. Herberta, która swoim zasięgiem obejmuje całą dzielnicę i liczyła w 2014 roku około 13 850 wiernych. Parafia ta przynależy do dekanatu Katowice-Załęże. Została ona erygowana 14 września 1982 roku dekretem ówczesnego ordynariusza diecezji katowickiej księdza biskupa Herberta Bednorza. Budowa kościoła parafialnego zakończyła się w 1992 roku. Wnętrze zaprojektował Piotr Kłosek. 16 maja 1993 roku arcybiskup metropolita katowicki Damian Zimoń dokonał poświęcenia świątyni.

## Sport i rekreacja
Sport na terenie Osiedla Witosa rozwinął się głównie z inicjatywy pracowników kopalni „Kleofas”. Jednym z najważniejszych klubów działających w przeszłości w dzielnicy jest bokserski klub 06 Kleofas Katowice. Powstał on 23 sierpnia 1906 roku, wówczas na terenie Załęża, pod nazwą Sportverein Zalenze, przemianowany w 1910 roku na Sport-Club Zalenze. Do 1925 roku w klubie funkcjonowała tylko sekcja piłki nożnej. Sekcja bokserska powstała w 1957 roku. W 2006 roku klub obchodził 100-lecie istnienia klubu. Swoją siedzibę klub miał w nieistniejącej obecnie hali przy ul. Obroki 43, zaś obecnie jest nią ul. Bukowa 1 w Dębie.

### Szlaki piesze i rowerowe
- Szlak Dwudziestopięciolecia PTTK (115,0 km)[73]: Park Śląski – Czeladź – Dąbrowa Górnicza – Jaworzno – Katowice (Lasy Panewnickie) – Ruda Śląska – Osiedle Witosa (ul. Dulęby – Obroki – Wiśniowa) – Załęże – Park Śląski
- Trasa rowerowa nr 103 (7,1 km)[74]: Kokociniec – Załęska Hałda – Osiedle Witosa (ul. Dulęby – Obroki – Wiśniowa) – Załęże – Osiedle Tysiąclecia – Park Śląski